# بيز الوسط (زلاغي الغربي)
بیز الوسط (بالفارسية: پز وسطی) هي قرية تقع في إيران في قسم زلاغي الغربي الریفي. يقدر عدد سكانها بـ 99 نسمة .